# Petr Šulc (nakladatel)
Petr Šulc (* 2. ledna 1961 v Praze) je český publicista, nakladatel a novinář, autor bezmála stovky knih a článků.

## Profesní život
Narodil se v Praze. Vystudoval Fakultu obchodní Vysoké školy ekonomické a následně získal doktorský titul na její Fakultě podnikohospodářské. Kromě toho absolvoval doktorské studium na Pedagogické fakultě Karlovy univerzity a program MBA v Lyonu při Francouzsko-českém institutu řízení VŠE. Studoval také na univerzitě ve Štrasburku, v Kyjevě a žurnalistiku na Univerzitě Karlově. Nejprve působil tři roky jako novinář v časopisu Květy. V roce 1989 založil vydavatelskou společnost PEDO, která vydávala výhradně časopisy, například Demografii či Premianta. Výkonným ředitelem vydavatelství byl do roku 1993, kdy založil nakladatelství dětské literatury Pierot, v němž v současnosti[kdy?] působí také jako autor knih pro mládež. Nakladatelství aktivně spolupracuje s rozsáhlou sítí základních škol po celé České republice, ale i na Slovensku a na Ukrajině a vydává publikace i v polském jazyce. Na kontě má přes 700 vydaných titulů a přes 15 milionů prodaných knih.[zdroj⁠?!]

### Vzdělávací a odborné publikace
- Autorské právo v otázkách a odpovědích (2012)
- (2014)[zdroj⁠?!]
- Příprava pro učitele 1. stupně ZŠ (2010)

### Vzdělávací publikace pro děti a mládež
- Diktáty pro 2., 3., 4. a 5. třídu ZŠ (2000, 2001, 2010)
- Domácí úkoly z češtiny pro 2., 3., 4. a 5. třídu ZŠ (2006)
- Domácí úkoly z matematiky pro 2., 3., 4. a 5. třídu ZŠ (2006)
- Naučme se hospodařit – Finanční gramotnost pro 1. stupeň ZŠ (2014)
- Opakování pro 1., 2., 3., 4. a 5. třídu ZŠ (2004, 2008)
- Pětiminutovky z češtiny pro 2., 3., 4. a 5. třídu ZŠ (2009)
- Pětiminutovky z matematiky pro 2., 3., 4. a 5. třídu ZŠ (2009)
- Prázdninová škola pro 1., 2., 3., 4. a 5. třídu ZŠ (2004, 2011)
- Řešené testy ke zkouškám na víceletá gymnázia (2016)
- Řešené testy nejlepších gymnázií ČR (2002)
- Souhrn látky z češtiny: Procvičování 2. -5. třídy (2017)
- Souhrn látky z matematiky: Procvičování 2. – 5. třídy (2017)
- Těšíme se do školy (2015)
- Testy čtyřletých gymnázií z češtiny (2006)
- Vyjmenovaná slova (2013)
- Pravopis přídavných jmen a zájmen
- Shoda přísudku s podmětem
- Větný rozbor
- Vzory podstatných jmen
- Hurá na prázdniny (pro 1., 2., 3., 4., 5. Třídu ZŠ)
- Dopravní výchova
- Angličtina ve větách
- Brzy budu prvňákem
- Od jara do zimy
- Slovní úlohy (pro 2., 3., 4., 5. Třídu ZŠ)
- Už to víš? Hraj si a poznávej.
- Už to víš? Ptej se a odpovídej.

### Beletrie pro děti
- Veselé Vánoce: Vánoční zvyky a koledy (2017)
- Lišák na stopě (2013)
- Pejsek Tom a jak to začalo – Obrázkové čtení (2016)
- Pejsek Tom a jeho trampoty
- Pejsek Tom na prázdninách – Obrázkové čtení (2018)
- Cirkus jede
- České pohádky
- Když přijde zima do Sněhové Lhoty
- Klaudie na žabí farmě (2024)
- Myšáci na první výpravě
- Myšáci v akci
- Objevuj pohádky (2024)
- Poprask v ZOO
- Povím ti to pastelkami
- Přečti mi pohádku- krátké pohádky pro nejmenší
- Theo a Lily - prvně ve školce
- Theo a Lily o Vánocích
- Vánoční koleda
- Louskáček
- Vlk, který měl hlad jako vlk
- Zakouzlená škola